# Pēterburgas Avīzes
«Петербургас авизес» (латыш. Pēterburgas Avīzes — «Петербургская газета») — главное печатное издание младолатышей. «Петербургас авизес» выходила в Санкт-Петербурге с 26 июля 1862 года по июнь 1865 года. Издателем был Кришьянис Валдемар. Изначально редактором был Юрис Алунанс, затем Кришьянис Барон.
«Петербургас авизес» уделяла внимание культурным, хозяйственным и политическим проблемам. Уделяла внимание российской аграрной реформе 1860-х годов. В «Петербургас авизес» публиковались рассказы и стихи К. Барона, К. Даугуля, Ю. Ругена.